# باسكوالي جرافينا
باسكوالي جرافينا (بالإيطالية: Pasquale Gravina)‏ (1 مايو 1970 في إيطاليا - ) هو لاعب كرة طائرة شاطئية ولاعب كرة طائرة إيطاليا في مركز وسط ‏. شارك في الألعاب الأولمبية الصيفية 1996 والألعاب الأولمبية الصيفية 2000.

## وصلات خارجية
- باسكوالي جرافينا على موقع الاتحاد الأوروبي (الإنجليزية)
- باسكوالي جرافينا على موقع عالم الكرة الطائرة (الإنجليزية)
- باسكوالي جرافينا على موقع دوري الدرجة الأولى الإيطالي للكرة الطائرة - رجال (الإيطالية)
- باسكوالي جرافينا على موقع أوليمبيديا (الإنجليزية)
- باسكوالي جرافينا على موقع اللجنة الأولمبية الإيطالية (الإيطالية)